# ابرکوه
اَبَرکوه (ابرقوه یا ابرقو)، مرکز شهرستان ابرکوه در استان یزد است. این شهرستان در مسیر بزرگراه یزد - شیراز قرار دارد. فاصله این شهر تا شهرهای مهم از جمله تهران ۷۱۵ کیلومتر، شیراز ۳۰۰ کیلومتر، اصفهان ۲۸۵ کیلومتر و یزد مرکز استان، ۱۳۰ کیلومتر می‌باشد. ابرکوه طبق اعلام اداره کل میراث فرهنگی صنایع دستی و گردشگری بخاطر داشتن آثار طبیعی و باستانی شاخص جزء ۱۴ شهر نمونه گردشگری ایران است. این شهرستان دارای بیش از ۴۰۰ اثر تاریخی است که ۱۴۳ اثر آن در فهرست آثار ملی ایران به ثبت رسیده است.

## مردم
بنابر سرشماری مرکز آمار ایران، جمعیت شهرستان ابر کوه در سال ۱۳۹۵، برابر با ۵۱۱۰۳ نفر بوده است. جمعیت شهر ابرکوه در سال ۱۳۹۵ برابر با ۲۷٬۵۲۴ نفر بوده است. با توجه به توسعهٔ صنعتی شهر ابرکوه، این شهر مهاجرپذیر بوده و جمعیت شهر ابرکوه در سال ۱۴۰۱ بیش از ۳۵٬۰۰۰ نفر برآورد می‌شود. زبان رایج در شهر ابرکوه فارسی است

## وضعیت جغرافیایی
ابرکوه در جنوب غربی شهرستان تفت و استان یزد واقع شده است. این شهرستان از شمال به شهرستان اشکذر استان یزد و شهرستان تفت و شهرستان شهرضا استان اصفهان، از شرق به شهرستان مروست یزد و از غرب و جنوب به شهرستان آبادهِ و شهرستان خرم‌بید و بوانات استان فارس محدود است.
وسعت ابرکوه ۵۶۴۱ کیلومترمربع می‌باشد و در مختصات جغرافیایی ۵۲ درجه و ۵۸ دقیقه شرقی و ۳۰ درجه و ۴۶ دقیقه شمالی و با ۱۵۵۰ متر ارتفاع از سطح دریای آزاد واقع شده است.
از نظر توپوگرافی، دشت ابرکوه جزئی از فرورفتگی شرق زاگرس در فلات خشک مرکزی ایران است که رشته کوه‌های زاگرس چون حصاری انتهای این دشت را در جهت غرب و جنوب در بر می‌گیرد و کَفه (کویر) ابرکوه با کمتر از ۱۴۵۰ متر پست‌ترین محل این حوزه است.
ابرکوه دارای اقلیم گرم و خشک بیابانی می‌باشد. آب و هوای شهر در مقیاس عمومی، ویژگی‌های اقلیمی مناطق کویری درون فلاتی ایران را داراست و از مشخصات آن، کمیِ بارندگی، دامنه نوسان حرارتی کم و بیش زیاد و خشکی می‌باشد.
بیشترین درجه حرارت متوسط مربوط به ماه‌های خرداد، تیر، مرداد و شهریور بوده و به صورت نسبی این ۴ ماه از سال از نظر دما متمایز از سایر ماه‌های سال هستند. همچنین ماه‌های آذر، دی، بهمن، به‌طور نسبی خنک‌ترین ماه‌های سال هستند. بیشترین درجه حرارت، ۱/۳۹ درجه مربوط به مردادماه و حداقل آن مربوط به بهمن و اسفندماه با ۴/۰ درجه سانتی‌گراد ثبت گردیده است. بیشترین میزان بارندگی ماهیانه مربوط به ماه‌های بهمن و فروردین و بین ۵/۱۵ – ۱۲ میلی‌متر می‌باشد. جهت وزش باد غالب در استان، شمال غربی ـ جنوب شرقی می‌باشد. بیشترین سرعت وزش باد در این شهر از اواسط ماه اسفند تا اواسط ماه مهر بین ۸ تا ۱۰ نات می‌باشد.

### زمین‌شناسی
شهرستان ابرکوه از نظر مطالعات زمین‌شناسی جزء مجموعه ایران مرکزی مورد بررسی قرار می‌گیرد. در حاشیه جنوبی دشت ابرکوه یک سلسله ارتفاعات با امتداد شمالی غربی- جنوب شرقی که دارای رسوبات پرمین و تریاس می‌باشد، گسترش یافته است. در ارتفاعات «کولی کش» و جنوب هنشک، رخنمونی از تشکیلات متامرفیک دیده می‌شود که سن آن نا مشخص و احتمالاً پی سنگ قدیمی پرکامبرین می‌باشد.
این سری دگرگونی‌ها شامل شیست، فلدسپات لایه‌های نازک دولومیتی و آهک‌های مرمریزه می‌باشد. در اطراف هنشک آهک‌های تریاس بالایی تحت تأثیر این دگرگونی به‌شدت مرمریزه شده و دارای کنتاکت تکتو نیکی با سری فوق است. این سنگ‌های دگرگون در اینفرا کامبرین بالا آمده و تا اواخر تریاس خارج از آب بوده است و همین دلیل رسوب‌گذاری دوران اول و تریاس بر روی آن‌ها می‌باشد. اما در ژوراسیک به زیر آب رفته و ماسه سنگ و شیل در قسمت‌های زیرین، آهک و ماسه، سنگ‌های آهکی و بالاخره مارن در قسمت‌های فوقانی بر روی آن‌ها نهشته شده است. سنگ‌های آتشفشانی شامل آنذریت، ریولیت و توف درون تشکیلات تریاس بالایی جای گرفته است.
از سنگ‌های آذرین درونی تعدادی رگه‌های دیاباز به صورت دایک و شیل در امتداد گسل‌های عمیق ایجاد شده است. از مواد معدنی مقدار کمی باریت از معدن کوچکی در نزدیکی خانه خوره استخراج می‌شود و نیز سنگ مرمریت جهت مصارف ساختمانی در حوالی کوه اعلا قابل استخراج است. قدیمی‌ترین سنگ‌های رسوبی منطقه آهک‌های پرمین و فسیل نوزولینا می‌باشند که در سطح تجزیه شده و با چرت‌های سیاه رنگ همراه است. بر روی این فسیل‌های آهکی سری‌های آهک و مارن و شیل که به نام تشکیلات آباده نامگذاری شده، قرار دارد.
از دوره تریاس سنگ‌های آهک و مارن و دولومیت و ماسه سنگ را باید نام برد. قسمت اعظم رسوبات تریاس را لایه‌های آهکی که در قسمت فوقانی ماسیو و در بخش‌های تحتانی لایه است تشکیل می‌دهد. سنگ‌های کرتاسه زیرین با فسیل آهکی در جنوب شرقی دشت و در مجاورت شهر ابرکوه بیرون زدگی دارد. آهک‌های الیگوسن نیز در مجاورت شهر به چشم می‌خورد. این سری رسوبی در شمال غربی دشت با فسیل آهک و مارن‌های کمی دگرگونی شده مشخص است.
آخرین پدیده رسوب‌گذاری دریایی تحت عنوان کنگلومرای بختیاری در اطراف شهر ابرکوه به صورت لایه‌های تقریباً افقی تظاهر می‌نماید. اولین حرکات کوه‌زایی منطقه مربوط به اواخر تریاس است که احتمالاً از مراحل اولیه کوه‌زایی است، ولی فرم تکتونیکی موجود منطقه را حرکات بعد از پلیوسن ایجاد کرده است. کویر نمک که حوضه تبخیری را ایجاد نموده به‌صورت یک پایین افتادگی «گرابن» در امتداد کویر هرات و مروست از یک طرف و کفه طاقستان اسفنداران و باتلاق گاو خونی از سمت دیگر امتداد یافته است.

## نام
پیشوند «ابر» که ریختِ کهن‌ترِ حرف اضافه «بر» در زبان فارسی میانه و فارسی باستان است و در شهرهای دیگر چونان ابرغان (از بخش‌های شهراسب)، ابرشهر (به معنی شهر بالا و نام قدیم ناحیه‌ای بوده که نیشابور در آن قرار داشته است) و ابرقباد (شهری برکناره شرقی رود دجله) نیز به کار رفته است و یادآور بزرگی و اهمیت بوده.
ابوالفتح قهرمانی می‌نویسد: این شهر در دامنه سپید و تپه‌های سیاه‌رنگ که نزدیک هم قرار دارند، به‌وجود آمده، احتمالاً نامش «برکوه»، «ورقو» یا «برقو» بوده است و خیلی کوچک بوده و آوازه‌ای نداشته است. حتی از قریه «میم» که چهار راه ابریشم به حساب می‌آمده، شهرتش کمتر بوده، زیرا چند خانواری بیش در آن سکونت نداشتند.
آن ابرقوه که شهرتی داشته، در قرون بعد و در محل فعلی ایجاد شده است و اهمیت بزرگی و جمعیت بیشتری که داشته، کلمه «ابر» که معنی بزرگی می‌دهد در جلوی آن قرار گرفته است که مفهوم ابرقوه بزرگ را برساند.
در سال ۱۳۵۰، وزارت کشور، نام این شهر را از «ابرقو» به «ابرکوه» تغییر داد. اما در محاورات مردم هنوز لفظ «ابرقو» متداول است.

## پیشینهٔ تاریخی
دربارهٔ پیدایش و پیشینهٔ ابرکوه، افسانه‌ها و داستان‌هایی گفته می‌شود که اغلب سند و مرجع علمی مقبولی ندارند ولی با توجه به آثار و ابنیه‌های باقی‌مانده می‌توان پی به قدمتِ بسیارِ ابرکوه بُرد؛ ولی تاریخ دقیق آن را می‌بایست در نوشته‌های پراکنده جُست. در کتاب «شناخت ابرکوه و قدمت آن» از قول احمدبن حسین بن علی، کاتب مؤلف کتاب تاریخ جدید یزد آمده زمانی که اسکندر کثه (یزد کنونی) به عنوان زندان قرار داد (یعنی زمانی که تازه یزد را بنیان نهاد) نایبی برای خود در «ری» تعیین نمود که از ایالات ابرقو، اصفهان، اصطخر و قم، خراج به نزد وی می‌فرستاد. در صورت صحت این گفته قدمت ابرکوه نه تنها از یزد بیشتر است بلکه در آن زمان هم‌سنگ و هم‌ردهٔ ایالات اصفهان و اصطخر قلمداد می‌شده.
دربارهٔ ابرکوه در نگاشته‌های قدیم سخن فراوان رفته از آنجمله: «مسالک الممالک» اصطخری، «حدود العالم من المشرق الی المغرب»، «فارسنامه» ابن بلخی، «معجم البلدان» یاقوت حموی، «المسالک و الممالک» ابن خرداذ به، «اقلیم پارس» ایرج افشار، «نزهه القلوب» حمدالله مستوفی، «سیاحت نامه جنوب ایران»، «فارس‌نامه ناصری» حاج میرزا حسن فسایی، «کتاب آثار ایران» آندره گدار، «اقلیم پارس» محمد نقی مصطفوی، «تاریخ و جغرافیای شهرستان آباده» عبدالرحیم شریف، «لغت‌نامه دهخدا»، «فرهنگ فارسی معین»
در کتاب آثار ایران دربارهٔ موقعیت جغرافیایی ابرکوه آمده: ابرقو تقریباً در وسط راه استخر به یزد واقع است.
بنابر روایت حمدالله مستوفی در ابتدا در پایان کوهی ساخته بوده‌اند و برکوه می‌گفتندش و بعد از آن بر صحرایی که اکنون هست این شهر کرده‌اند. شهری کوچک است. کسی که از راه سورمق یا دهبید بیاید هنوز هم در دامن کوهی سنگی، که در صحرا جا مانده است آثار شهر قدیم، و در کنار خرابه‌های عتیق، شهر جدید را که مستوفی اشاره می‌کند می‌بیند.
ابرقویی که در دشت واقع است از حیث آبادی شباهتی به ابرقوی عهد مغول ندارد بلکه در حقیقت میان آبادی کنونی او و ویرانه‌های اطرافش تفاوتی نیست، بنابر بعضی اقوال که بسیار متحمل هم است این شهر در حمله افغان‌ها خراب شده است(۱۱۳۵ هجری) ولی علت حقیقی ویرانیش سابق بر هجوم افغان‌هاست. این شهر هم مثل بلاد بسیاری که پیش از این آباد و سرسبز بوده‌اند، درگذشته یا به حال نزع افتاده است زیرا که تنها علت عمران این بلاد وقوع در سر راه تجارتی بوده و با انحراف تجارت رشته حیات آن‌ها منقطع شده است، راه معروف کاروانی عهد مغول که از خلیج فارس تا دریای سیاه کشیده بود از هرز شروع و پس از عبور کرمان و یزد و سلطانیه و تبریز به سواحل دریای سیاه می‌رسید و ادویه چین و هند و نیل سوده و مشک و صمغ و اجناس ابریشمی و بنه کرمان و یزد و شیراز و سنگ‌های قیمتی را که شیراز و هرمز و سلطانیه بازار عمده آن به‌شمار می‌آمد به اروپا می‌رسانید.

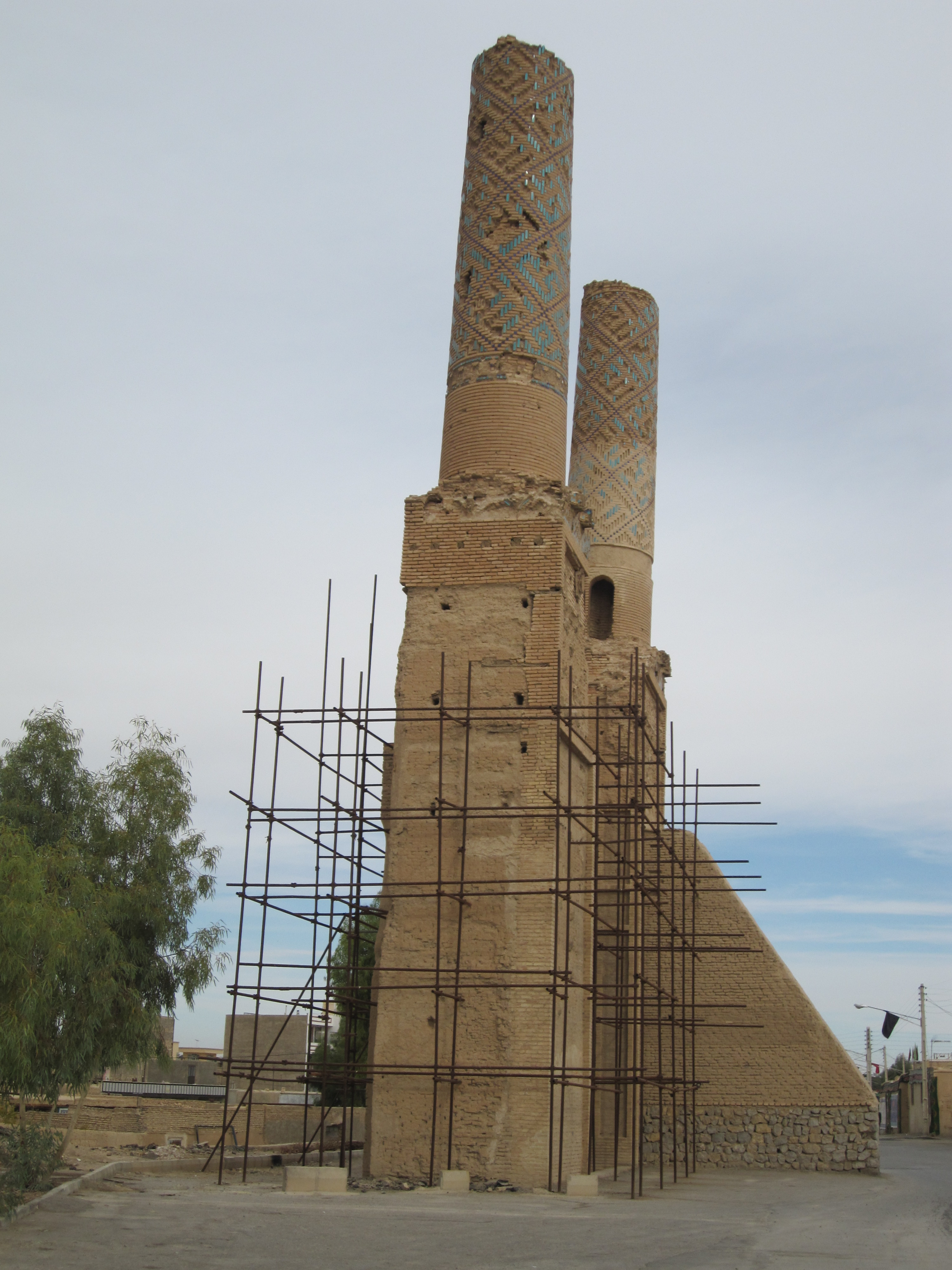
مناره ابرکوه

### ابرکوه و راه ابریشم
شهر ابرکوه و روستاهای همجوار آن از جمله اسفندآباد در گذشته بر سرراه ابریشم قرار داشته‌اند. ابرکوه در سده‌های پیش و پس از اسلام اگر گاه و بیگاه ذکری از آن به میان آمده به خاطر قرار گرفتن آن بر سر راهی بوده که این راه از مشرق می‌آمد و به شمال غرب می‌رفت و راهی که از جنوب می‌آمد و به آن می‌پیوست یا راهی که به طرف ماوراءالنهر یا در اصطلاح خراسان و ترکستان می‌رفت. سلاطین و حکام در لشکرکشی‌ها از این شهر عبور می‌کردند یا چند روزی در آن توقف می‌کردند و این راه چه پیش از اسلام و چه پس از اسلام مورد استفاده آنان واقع می‌شد، از جمله شاه عباس صفوی که در امتداد این راه، کاروان‌سَراهای متعددی برای استراحت کاروانیان ساخت.
باید افزود که شاخه اصلی جاده ابریشم به روستای اسفندآباد نزدیکتر است و این جاده از بین کوه‌های سفید و غلات کوه در ۱۲ کیلومتری جنوب اسفندآباد می‌گذشته که به قول برخی افراد سالمند تا چند دهه پیش هنوز آثاری از این راه پابرجا بوده است و در افواه عموم به راه شتر معروف بوده است که در قدیم موجب اعتبار و رونق این منطقه بوده است ولی با از بین رفتن این راه و به فراموشی سپردن آن منطقه ابر کوه اسفند آباد هم از ارزش و اعتبار افتاده است.

### اشاره‌های گذشتگان و بزرگان به این شهر
در سبب نام‌گذاری ابرقو، تاریخ و جغرافی‌نویسان، علت‌هایی را ذکر نموده‌اند. یاقوت از این شهر با عنوان «ابرقوه» یاد کرده و نوشته است: «برخی آن را ابرقویه نوشته‌اند و اهل فارس ورکوه نامیده‌اند به معنی فوق‌الجبل و …»
قزوینی نیز نام آن را به صورت درکوه آورده و به قرب الجبل معنی کرده است.
مؤلف فارسنامه ناصری نیز در این باره چنین نوشته است: «در اصل «برکوه» یعنی سینه کوه، الفی بر آن افزودند، ابرکوه گردید. پس تصرف عربی در آن نموده، ابرقوه گفتند.»
محمد بن خلف تبریزی از این شهر با عنوان «ابرکوه» یاد نموده و دربارهٔ آن چنین آورده است: «ابرکوه» به ضم کاف نام شهری است در عراق عجم و چون آن شهر برزمینی که در ته آن، کوه است واقع شده، به این نام موسوم ساختند و معرب آن «ابرقو» است؛ و سرانجام مؤلف کتاب اقلیم پارس بر این باور است که نام اصلی «ابرقو»، «برکوه» بوده است که به مناسبت جایگاه شهر پیشین بر بالای صخره‌های کوتاه در دوران ساسانیان، آن را به این نام خوانده‌اند و به مرور زمان، مصوت کوتاه الف برآن افزوده شده و به صورت «ابرکوه» درآمده. «این شهر در دو نوبت احداث شده، نوبت اول به حدود پنج هزار سال پیش می‌رسد و شهر در دامنه تپه‌هایی که نزدیک هم قرار دارند به وجود آمده و نامش برکوه یا برقو بوده است و شهرت چندانی نداشته و ابرقوهی که در قرنهای بعد در محل فعلی ایجاد شده، اهمیت و جمعیت بیشتری داشته و کلمهٔ «ابر» در جلوی اسم نشان دهنده مفهوم بزرگی و عظمت شهر بوده است.»
در موقع عزیمت شاه اسماعیل سوم به شهر آباده صنعتگران قفقازی و گرجی بسیاری به آباده و سایر ولایات آباده من جمله ابرکوه و دهبید سرازیر شدند.

## ابرکوه در تقسیمات کشوری
ابرکوه تا اواخر دوره قاجار تابع اصفهان بود. به گفته سید حسن مدرس، چون ابرکوه در کویری متصل به فارس واقع است، دزدهای فارس از این کویر عبور می‌کردند و برای دزدی به اصفهان می‌رفتند اما در اواخر دوره قاجار این راه را عوض کردند و به جای اصفهان، از راه ابرکوه به یزد می‌رفتند؛ بنابراین صلاح دیده شد که ابرکوه تابع یزد شود. در سال ۱۳۰۱ خورشیدی سید ابوالحسن حائری‌زاده نماینده یزد به مجلس پیشنهاد داد که ابرکوه از اصفهان جدا و جزو یزد شود. وزارت داخله هم با این پیشنهاد موافق بود. مجلس پیشنهاد حائری زاده را قابل توجه دانست و برای تدوین طرح به کمیسیون سپرد.
از نظر تقسیمات کشوری ابرکوه قبلاً جزئی از شهرستان یزد و استان اصفهان بوده (تا سال ۱۳۳۲) و سپس در سال ۱۳۳۲ به استان فارس ضمیمه گردید. درسال ۱۳۶۷ این شهر به عنوان بخشی از شهرستان تفت از استان یزد درآمد و در سال ۱۳۷۳ طبق آخرین تقسیمات کشوری مستقلاً یکی از شهرستانهای یزد با مرکزیت ابرکوه گردید. [۷]

## قراء دوازده‌گانه
قرائی که در آن زمان به وجود آمده به‌طوری‌که از آثار و نام‌های موجودشان برمی آید تعدادشان دوازده قریه بوده است و ظاهراً باید چندین قرن از پیدایش راه یاد شده (راه ابریشم) گذشته باشد که آن‌ها احداث شده باشند زیرا مردمی که به اینجا مهاجرت و زندگی را آغاز کرده‌اند دارای تجربیاتی در زمینه کشاورزی و عمران بوده‌اند که این معنا از نحوه نظم و فسق و آبیاری و مرزبندی قراء و شناخت استعدادهای دیگر آنجا روشن می‌شود در صورتی که مقارن ایجاد راه ابریشم با آن کیفیت بالا مردم تازه اسکان یافته تجربه این چنینی که تحصیلش محتاج به گذشت زمان بوده است نداشته‌اند. نام قراء دواز دهگانه عبارت بوده است از: آبان، آذر، دی، بهمن، اسفند، فروردین، اردیبهشت، خرداد، مرداد، تیر، مهر و شهریور.
خوشبختانه اغلب این قراء با نام و نشان اولیه وجود دارند و حوادث روزگار و گردش لیل و نهار نتوانسته است تغییر کلی در نام و موقعیتشان بدهد، البته چند تا از آن‌ها نامشان به مرور زمان تغییر یافته لیکن موقعیت و محدوده‌ای که دارند می‌توان آن‌ها را شناخت) همگی این قراء دواز دهگانه در حول و حوش راه بزرگ کاروان رو ابریشم احداث شده بود که فاصله آن قریه‌ها تا راه از دویست متر تا هشتصد متر بیشتر نبوده است. اکنون مکان این قریه‌ها ممکن است تغییرات جزئی کرده باشد ولی مکان این قریه‌ها در زمان پیدایش طبق مطالب کتاب شناخت ابر کوه و قدمت آن به شرح زیر می‌باشد:
قریه اسفندار: در ۳۰ کیلومتری جنوب شرقی ابرکوه قرار دارد و در حال حاضر بنام اسفندآباد معروف است.
قریه دی: (مه دی) این قریه که در اصل دی بوده و کلمه (مه) به مناسب همنامی آن با ماه دی فارسی مخففاً به آن اضافه گردیده و به معنای یکی از ماه‌های سال بوده است.
قریه آبان: در شمال قریه دی و جنوب قریه اسفندار قرار داشته و از نهری موسوم به آبان مشروب می‌گشته است.
قریه بهمن: در فاصله هزار متری شمال غربی اسفندار قرار داشته و آب شربی ان از مزرعه بهمن تاُمین می‌گشته است.
قریه شهریور: در ۵۰۰ متری جنوب شرقی ابرکوه قرار داشته و از آب نهر شهریور استفاده می‌کرده است و در حال حاضر این قریه با نام شهر آباد معروف است.
قریه اردیبهشت: در ۱۹ کیلومتری جنوب شرقی ابرکوه قرار داشته و آب شربی آنجا نهر اردیبهشت بوده است و هم‌اکنون این روستا اردی نام دارد.
قریه مهر: در ۲۰ کیلومتری جنوب شرقی ابرکوه قرار دارد و آب شربی آنجا نهر مهر بوده است که اکنون این روستا به نام مهر آباد موسوم است.
قریه تیر: ۶۰۰۰ متری شمال ابرکوه قرار داشته و آب آن از نهر تیر تأمین می‌گشته است که نام روستای تیزک کنونی بر گرفته از این ماه می‌باشد.
قریه خرداد: در ۵۰۰۰ متری شمال ابرکوه قرار داشته که فعلاً در تلفظ به نام هوروک خوانده می‌شود که به مرور ایام در لسان مردم این چنین شکلی یافته است و در اصل خوروک بوده که مخفف و در عین حال مصغر کلمه خرداد است.
قریه آذر: (شهر آذر) در جنوب شرقی ابرکوه به فاصله ۱۰۰۰ متری قریه است که مردم آن را (شارز) یا (شهرز) می‌خوانند و به همین نام هم شهرت دارد.
قریه فروردین: در ۱۵ کیلومتری غرب ابرکوه قرار داشته که از نهر فروردین مشروب می‌گشته است و در حال حاضر این قریه به نام فراغه موسوم می‌باشد.
قریه مرداد: در ۱۰۰۰ متری جنوب غربی ابرکوه قرار داشته که از نهری به نام مرداد مشروب می‌گشته است و این قریه هم‌اکنون با اندکی تغییر در زبان مردم به مدوئیه مرسوم است.

## جاهای شاخص
شاخص‌ترین آثار تاریخی این شهر به شرح زیر است:
- مجوعه پردیس ابرکوه واقع درمحله تاریخی دروازه میدان (-خانه موسوی - خانه سیدعلی آقا - خانه آقازاده) *خندق تاریخی شهر (پیش از اسلام)
- مسجد جامع ابرکوه
- مسجد بیرون (قدمگاه علی ابن موسی الرضا)
- گنبدخانه سیدون
- قلعه‌های باستانی از قبیل قلعه شهرسب، قلعه تیزک، قلعه رباط، قلعه فیروزآباد، قلعه ساسانی بداف و قلعه حسن خان مهر آباد
- یخچال عظیم خشتی
- خانه صولت
- منارهای نظامیه
  - آرامگاه عزیزالدین نسفی

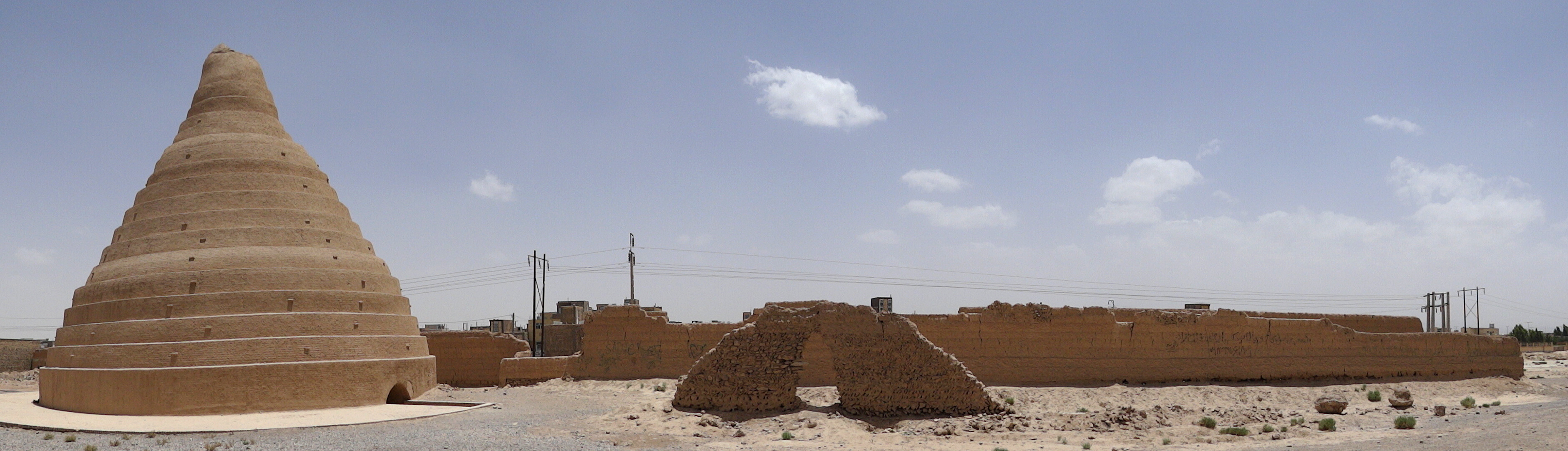
پانورامایی از یخچال خشتی ابرکوه

خانه آقازاده و بادگیر آن مربوط به دوره قاجار است و در ابرکوه، محله دروازه، میدان ابرقو واقع شده و این اثر در تاریخ ۲۴ بهمن ۱۳۷۵ با شمارهٔ ثبت ۱۸۳۸ به‌عنوان یکی از آثار ملی ایران به ثبت رسیده است.
از سال ۱۳۹۳، اسکناس‌های ۲۰هزار ریالی با طرحی از نمای این خانه تاریخی در ایران منتشر شده است.

### بادگیر
بادگیر این خانه یکی از بادگیرهای اصیل و زیبای ابرکوه محسوب می‌گردد که ۱۸ متر ارتفاع دارد و مساحت آن ۱۸ مترمربع است و در دهانه بادگیر ۱۹ دریچه تنظیم هوا وجود دارد که با بادگیر دوم هماهنگی و ارتباط دارد. این بادگیر می‌تواند تنظیمات هوا را حتی در زمانی که هیچ بادی نمی‌وزد، انجام دهد. این بادگیر، برخلاف اکثر بادگیرها، دو طبقه است.

### سرو ابرکوه

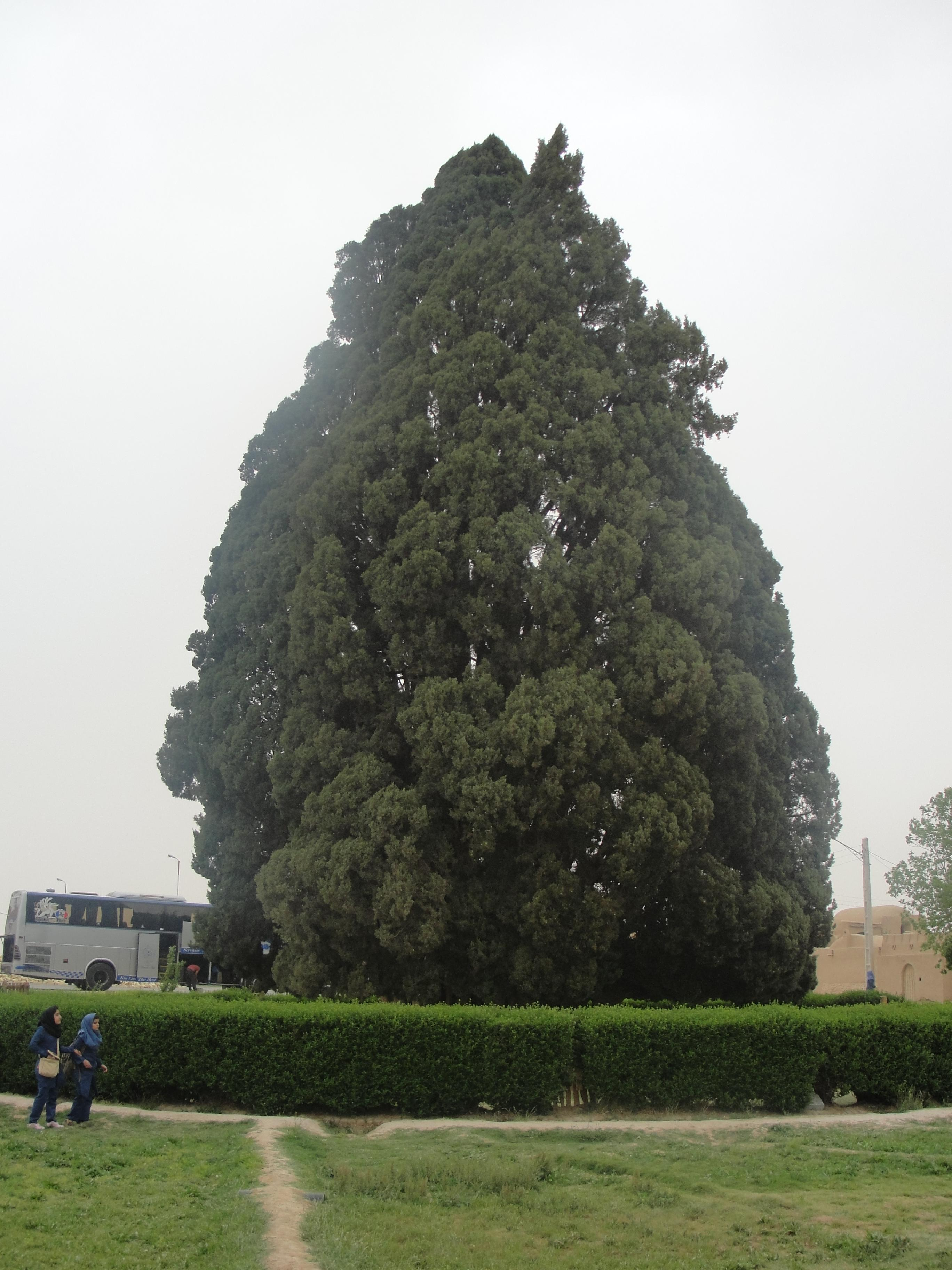
سرو کهنسال شهرستان ابرکوه با ۲۵ متر ارتفاع ۱۸ متر محیط و ۵٫۱۱ متر اندازه دور تنه.

یکی از درختان سرو کهنسالی که در ایران همچنان استوار است، در شهر ابرکوه است که کهنسال‌ترین سرو جهان به‌شمار می‌رود. مارکوپولو در خاطرات سفرش به ایران می‌نویسد: «یکی از چند سروی که در ایران دیده‌ام سرو خوش بالای ابرکوه است که همچون آبشاری سبز از آسمان بر روی زمین تنیده ابرکوه فرو می‌آید و از هر طرف که وارد ابرکوه شوی سرو کهنسال و پرطراوت مانند چراغ دریایی سبزی ما را به بندر دریای کویر و خورشید تابان فرا می‌خواند»... حمدالله مستوفی هم می‌نویسد:” آنجا سروی است که در جهان شهرتی عظیم دارد. چنانچه سرو کشمیر و بلخ شهرتی داشته و اکنون این از آن‌ها بلندتر و بزرگتر است. “....
دانشمند روس الکساندروف، عمر این سرو را بیش از ۴٬۵۰۰ سال می‌داند. برخی از افسانه‌ها، کاشتن آن را به زرتشت نسبت می‌دهند و برخی نیز به یافث (پسر نوح).
سرو کهنسال شهرستان ابرکوه با ۲۵ متر ارتفاع ۱۸ متر محیط و ۵٫۱۱ متر اندازه دور تنه در قلب ایران زنده و سبز است و آرام آرام زندگی می‌کند.
پیرامون این سرو، بیشتر بخوانید در

### گنبد عالی

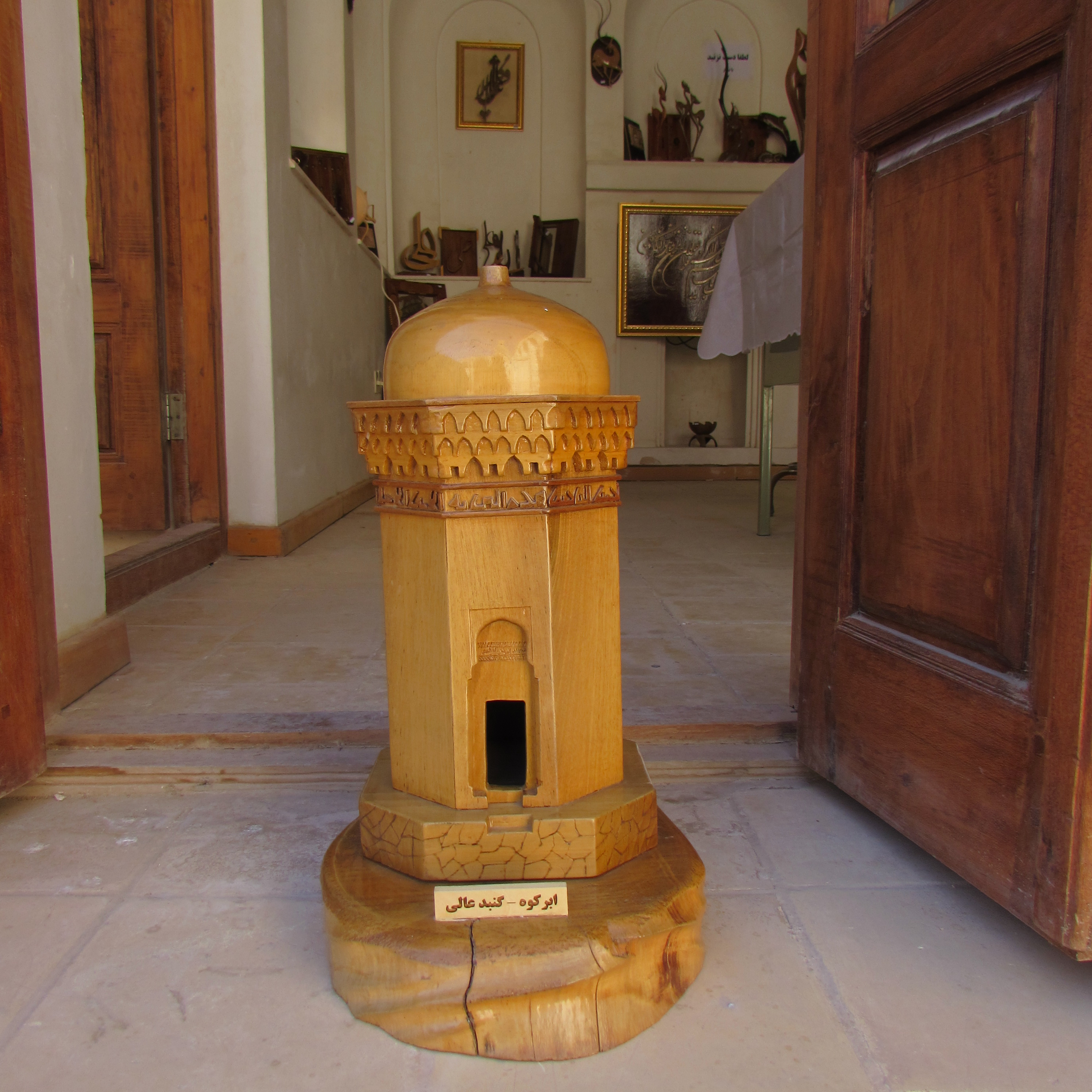
ماکت گنبد عالی یا گنبد علی

ساختمان گنبد عالی ابرکوه از سالم‌ترین ساختمان‌های زمانه سلجوقیان و از ارزشمندهای هنر [مهرازی] ایران است.
ساختار بنا از سنگ و چاروگ (ساروج) و هشت گوش است که بر روی کرسی چهارگوشی که گوشه‌هایش پخ شده ساخته شده، شکل گنبد در بخش آسمانه مانند عرقچین است بلندای ساختمان ۲۲، هر بدنه دیوار ۵/۴۲ و درآیگاه ۱/۲۰، بلندای آسمانه از درون ۱۲ و بلندای کرسی از روی زمین ۲ متر می‌باشد.
بر بدنه ساختمان ۳ رج چفدآویز زیر پایه گنبد ودو سنگ نبشته بخط کوفی بنایی از آجر برجسته که یکی زیر چفدآویزها و دیگری بر بالای درآیگاه است.
این آرامگاه، گور امیر شمس الدوله علی هزار اسب از خاندان دیلمیان و مادرش بوده که بدستور فرزندش فیروزان در سال ۴۴۸ ماهشیدی (قمری) ساخته شد.
گنبد عالی ابرکوه در سال ۱۳۱۲ به شماره ۱۹۵ در فهرست آثار ملی ایران نگاشته شد.

### کویر ابرکوه
کویر ابرکوه واقع در ۲۰ کیلومتری شرق شهرستان ابرقو واقع شده است. این کویر از غرب به کوه گینه علی، از جنوب غربی به کوه‌های پوزه سیاه و حوض سفید، از جنوب به کفه بدر شیراز، از شرق به کوه چاه زرد و از شمال به جاده ابرکوه - تفت محدود می‌شود.
کویر ابرکوه آب اصلی خود را دو رودخانه موجود در حاشیه شمال غربی و رودخانه‌های دیگری که از حاشیه جنوب شرقی وارد کویر می‌شوند دریافت می‌کند. قسمت اعظم این کویر را نمکزار با فرورفتگی‌های پراکنده فرا گرفته است. خاک‌های رسی باد کرده قسمت اعظم بخش جنوبی شرقی را فرا گرفته است و به صورت نوار کل نمکزار را در قسمت‌های دیگر دربر گرفته است. در حاشیه شمال غربی در حد فاصل خاک‌های رسی و نمکزار باتلاق قرار دارد. باتلاقها به صورت نوار پهنی حاشیه شمال غربی کویر را می‌پوشاند.

#### راه‌های ورود به منطقه کویری
مسیر اول مسیر جاده ابرکوه به تفت و جاده خاکی مزرعه آخوند می‌باشد. مسیر دوم مسیر ابرکوه به مهرآباد و سپس جاده خاکی اسفندآباد می‌باشد. مسیر سوم مسیر ابرکوه به روستای کلپه از طریق جاده خاکی می‌باشد.

## مراکز علمی
- پردیس معماری و عمران دانشگاه یزد
- دانشگاه آزاد اسلامی ابرکوه
- دانشگاه پیام نور واحد ابرکوه
- دانشکده پیراپزشکی ابرکوه دانشگاه علوم پزشکی یزد
- دانشگاه شریف مرکز آموزش عالی فنی و حرفه‌ای ابرکوه

## نگارخانه

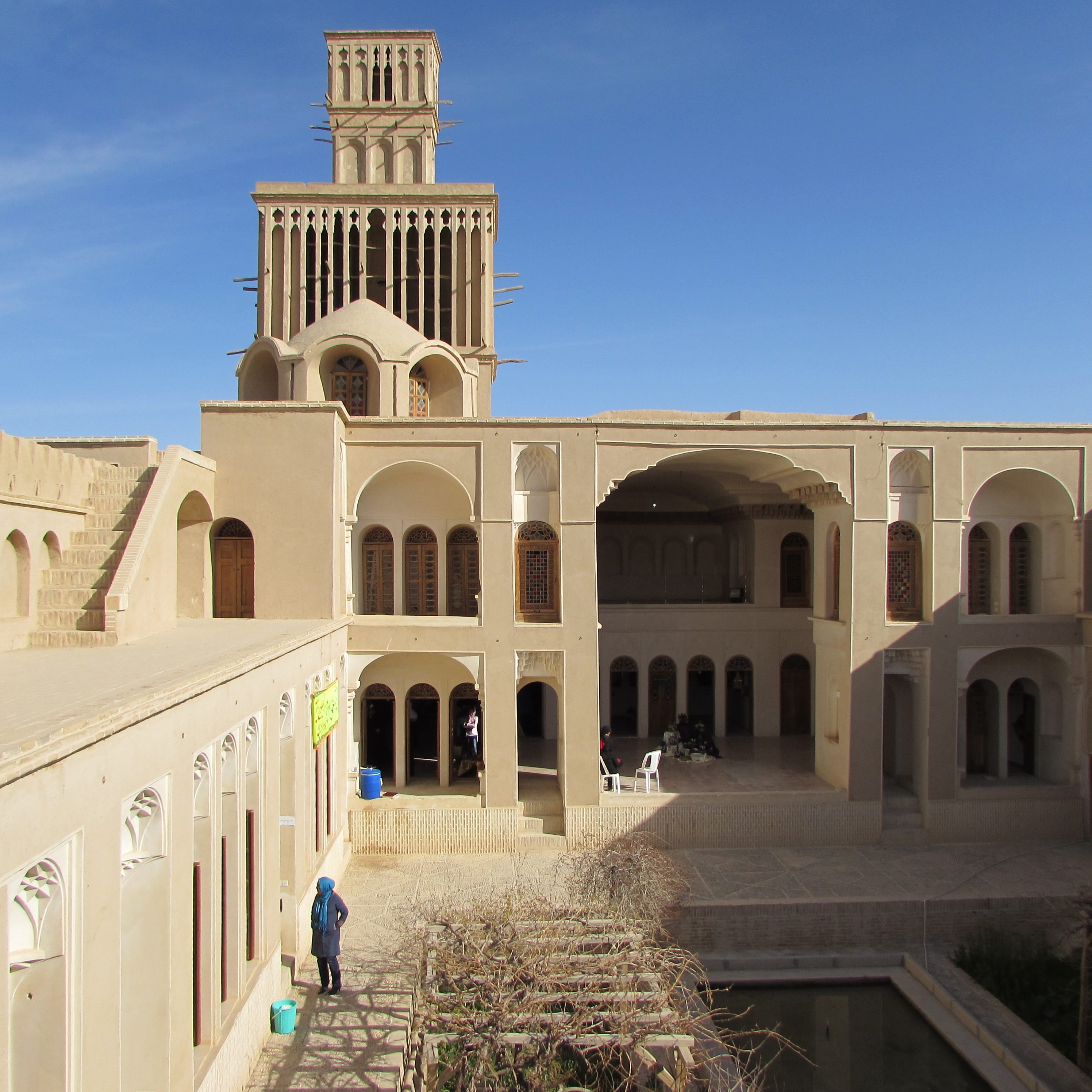
خانه آقازاده ابرکوه
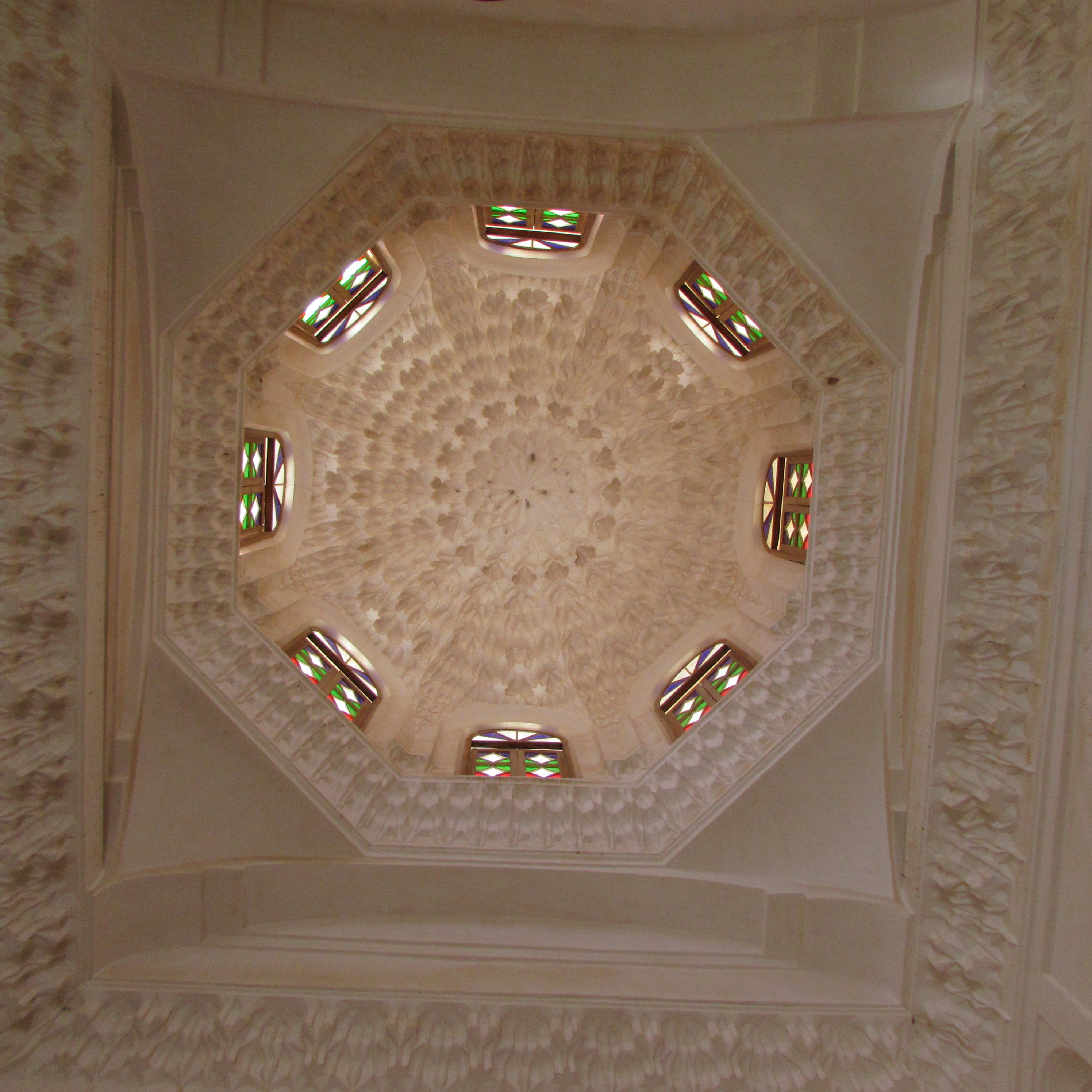
خانه آقازاده ابرکوه
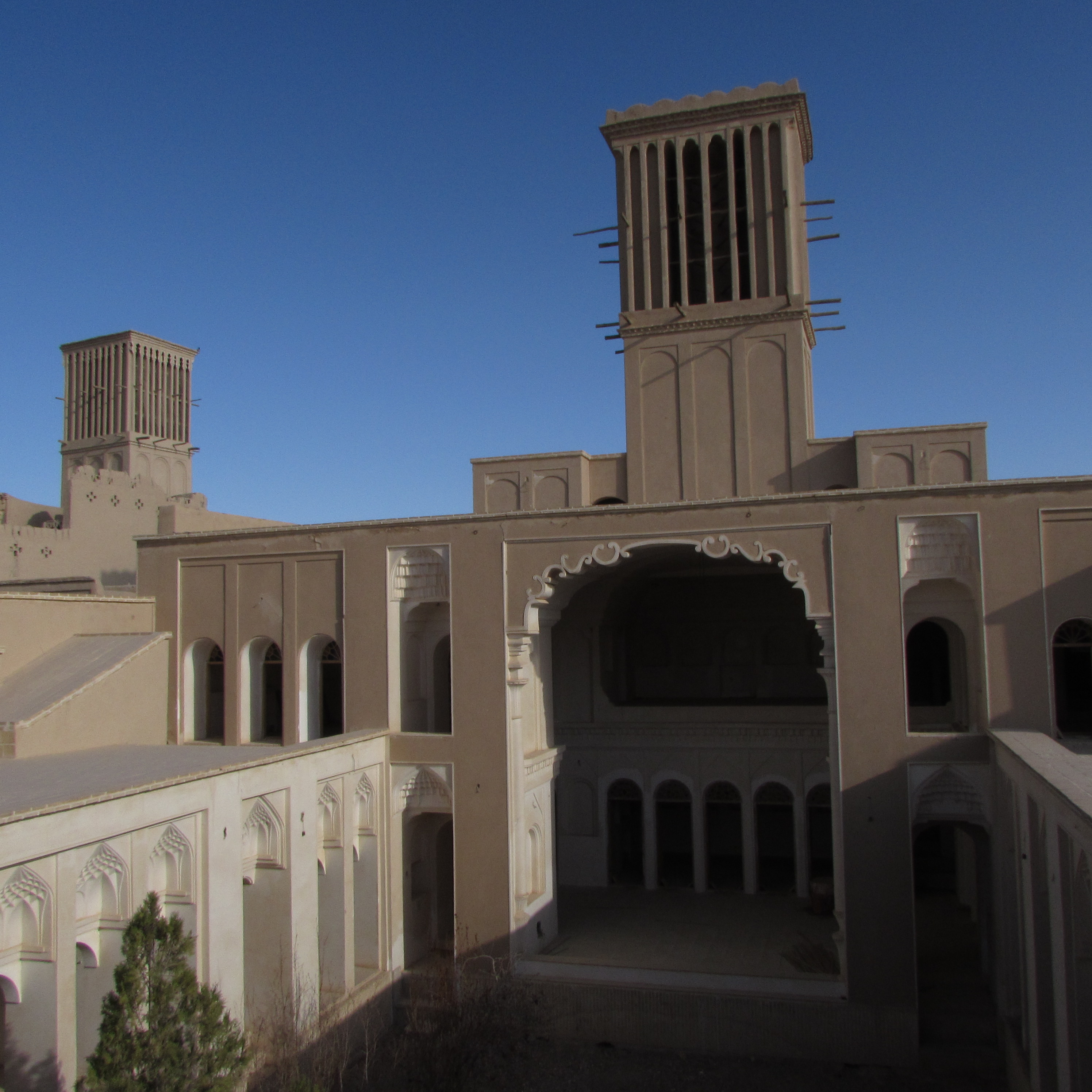
خانه سید علی آقا
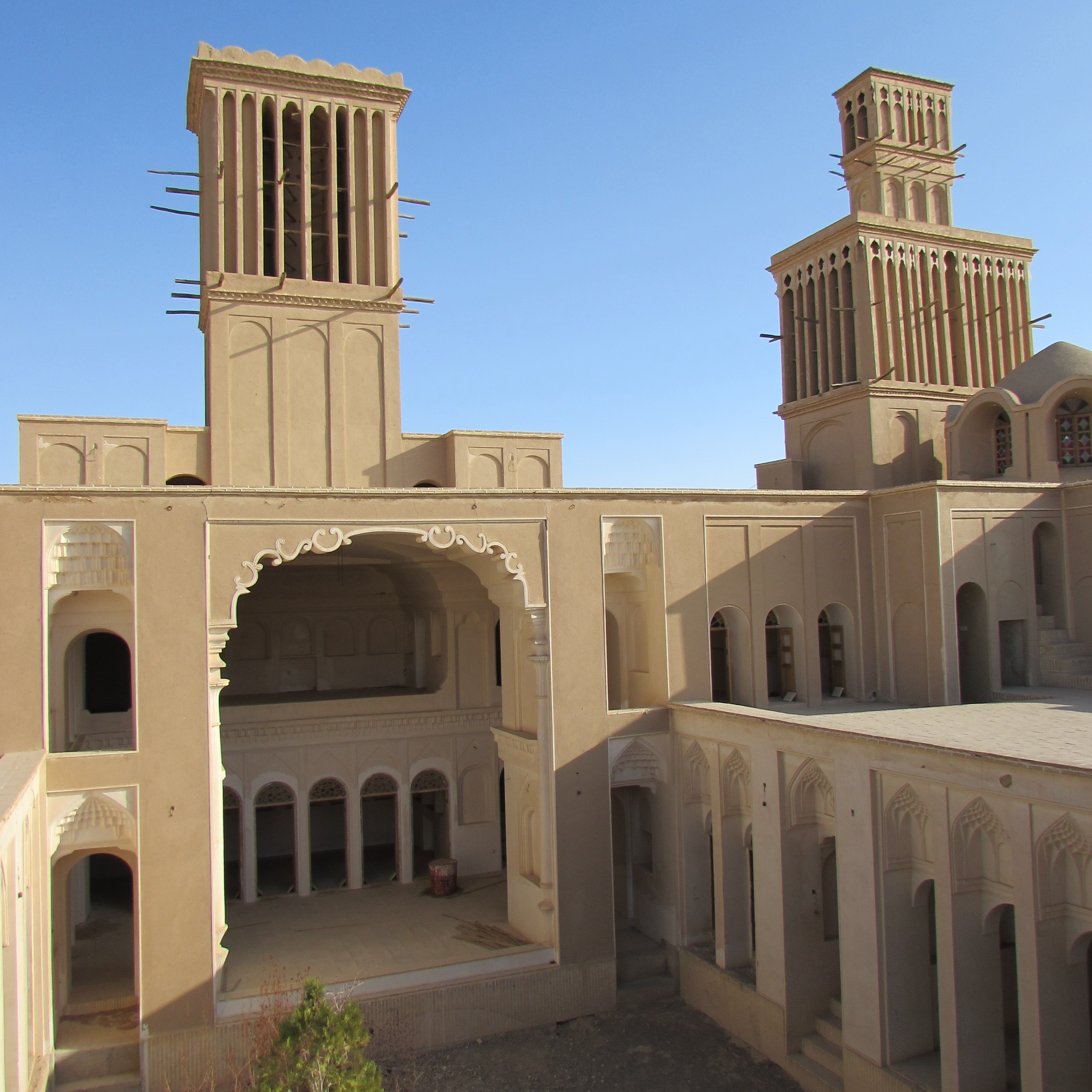
خانه سید علی آقا
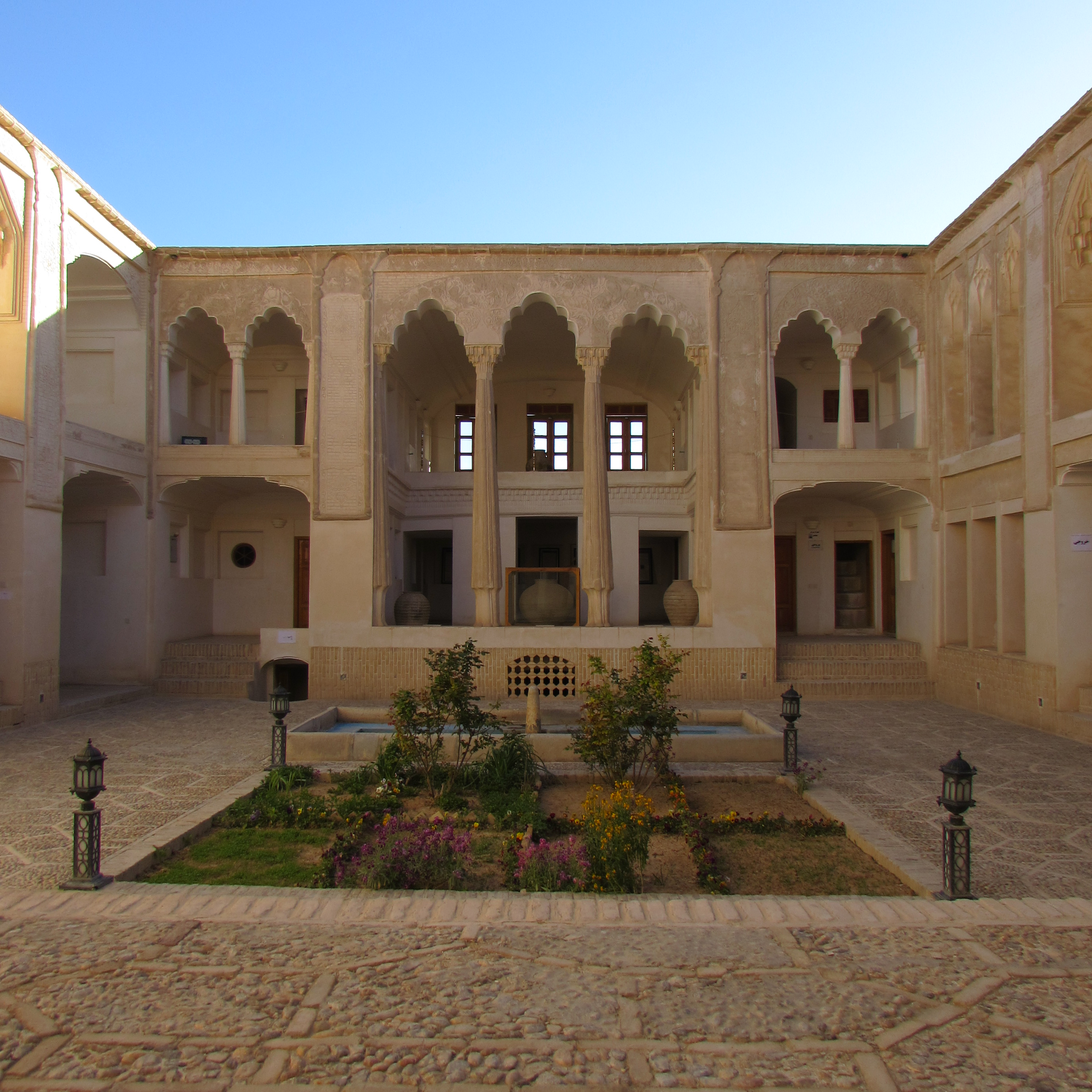
خانه صولت
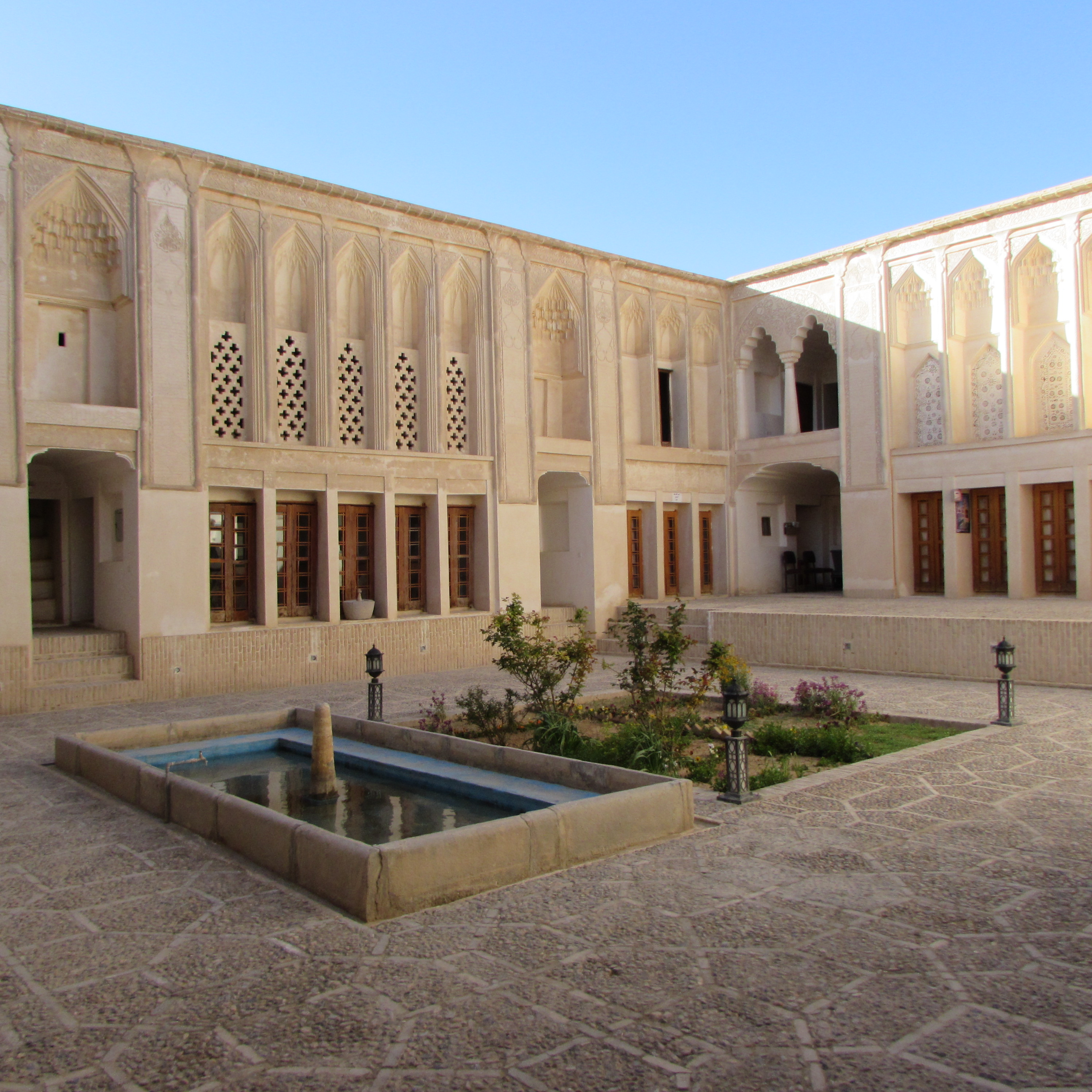
خانه صولت
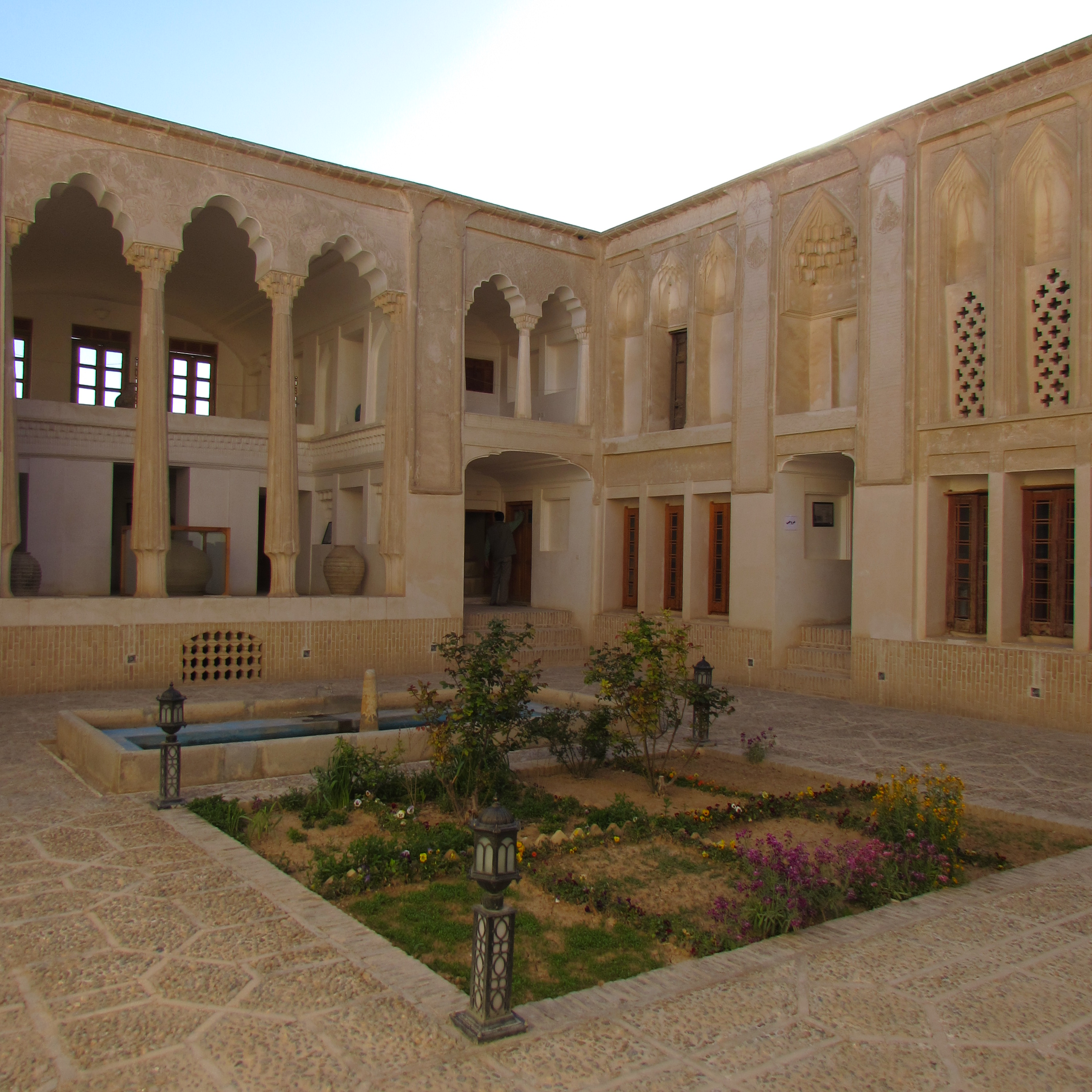
خانه صولت
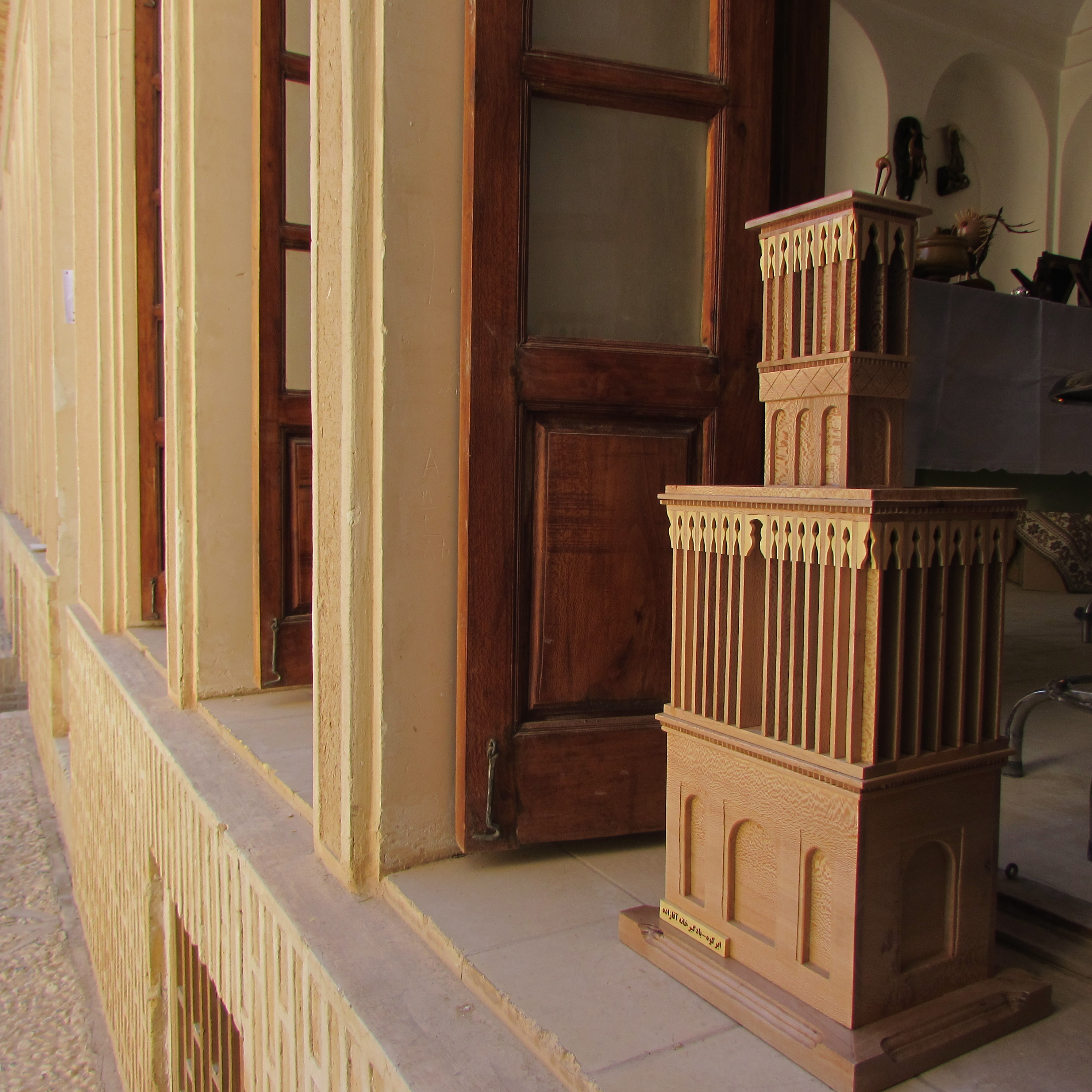
بادگیر دو طبقه ابرکوه
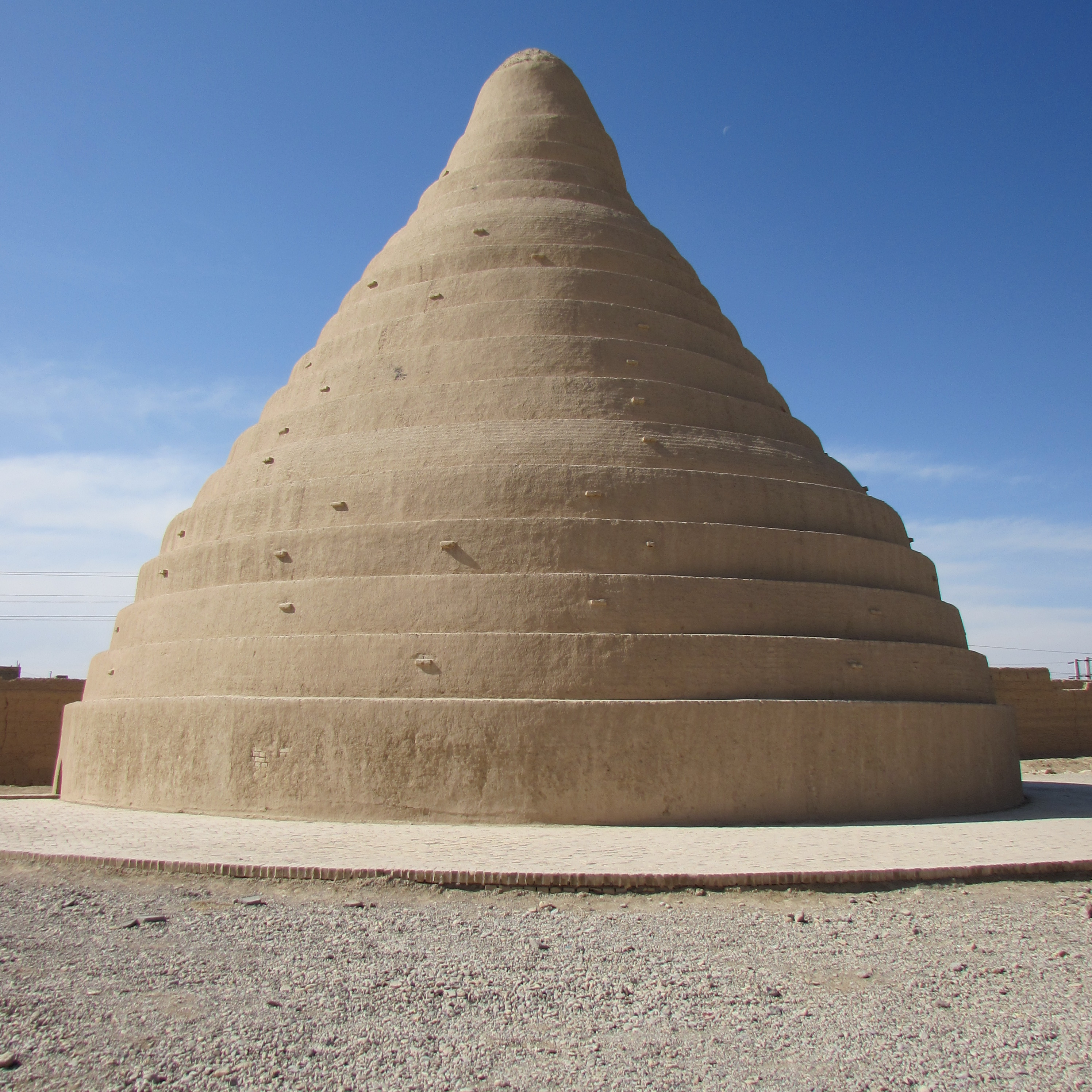
یخچال خشتی ابرکوه
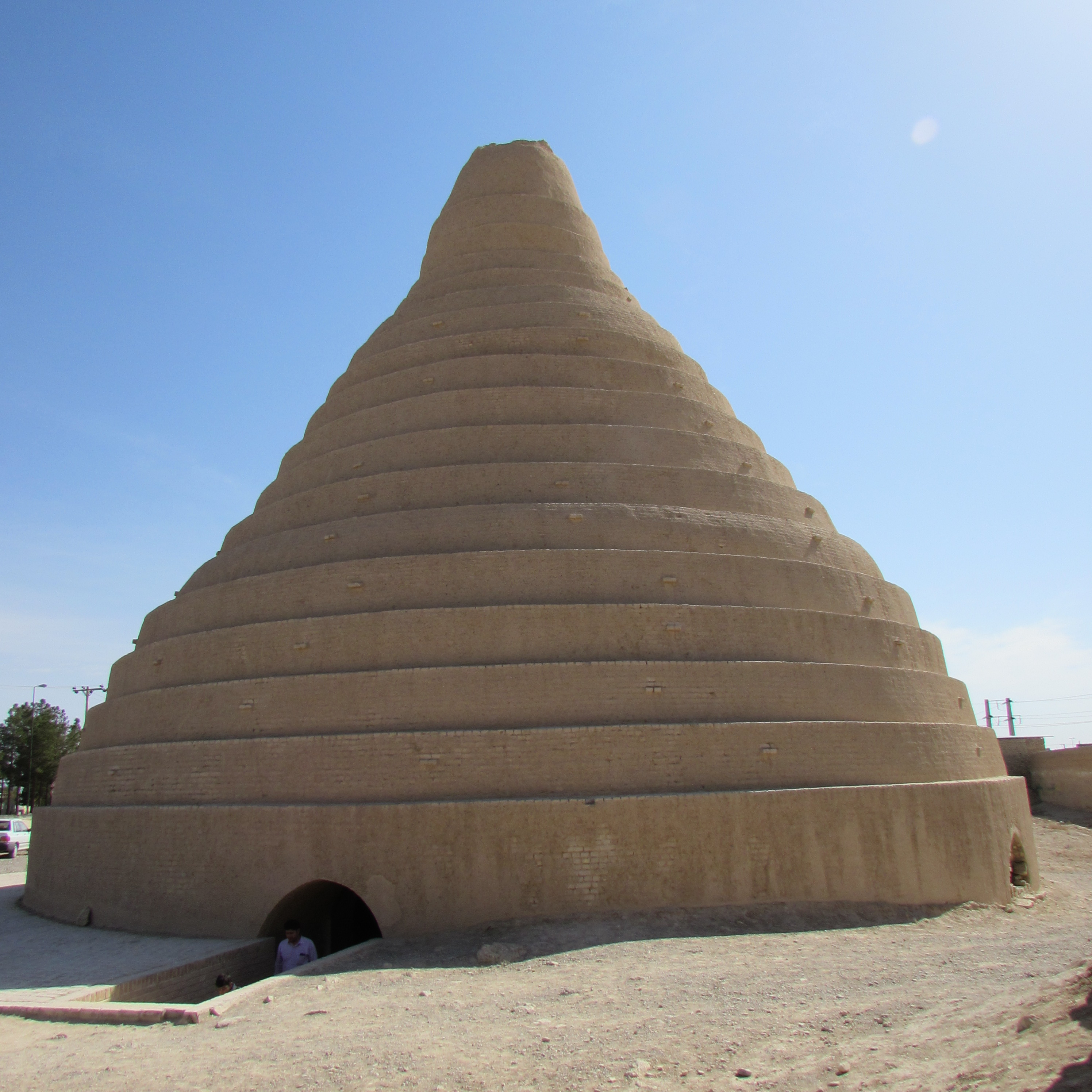
یخچال خشتی ابرکوه
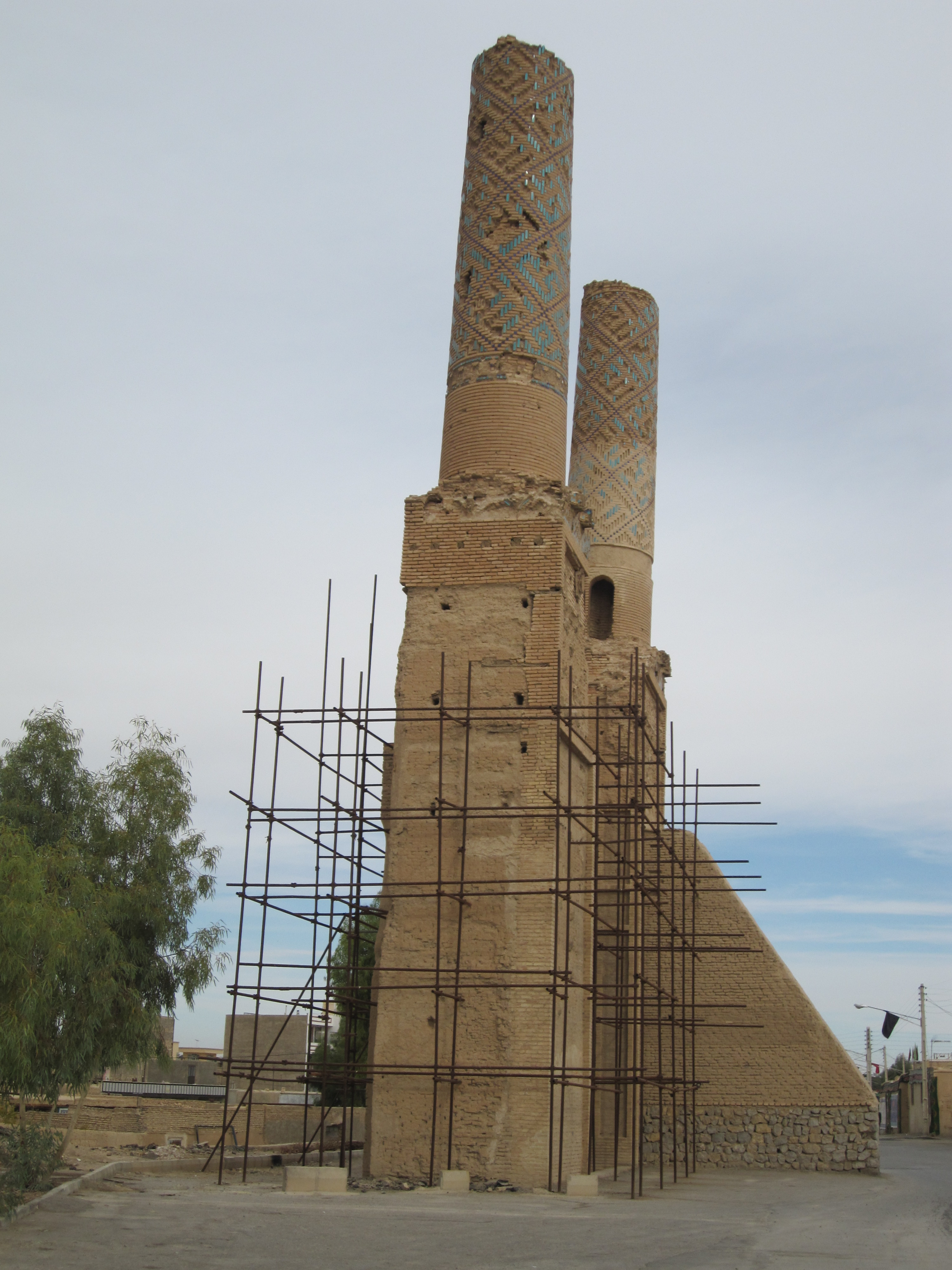
مناره‌های نظامیه